# کنشو اونو
کنشو اونو (انگلیسی: Kensho Ono؛ زادهٔ ۵ اکتبر ۱۹۸۹) بازیگر، صداپیشه، خواننده، و بازیگر تلویزیون اهل ژاپن است. وی از سال ۱۹۹۳ میلادی تاکنون مشغول فعالیت بوده‌است.